# Långtjärnen (Kalls socken, Jämtland, 706305-136725)
Långtjärnen är en sjö i Åre kommun i Jämtland och ingår i Indalsälvens huvudavrinningsområde. Sjöns area är 0,016 kvadratkilometer och den befinner sig 550 meter över havet.